# 사운드 오브 뮤직
《사운드 오브 뮤직》(The Sound of Music)은 오스트리아 출신의 마리아 폰 트라프의 자서전 《트라프 가문의 가수들 이야기》(The Story of the Trapp Family Singers)를 원작으로 한 뮤지컬 작품이다. 리처드 로저스가 음악을 맡았고, 오스카 해머스타인 2세가 가사를 맡았으며, 하워드 린제이와 러셀 크라우스가 각본을 담당 했다. 에델바이스, 내가 좋아하는 것들, 도레미송, 사운드오브뮤직과 같은 이 뮤지컬의 많은 노래들이 표준이 되었다.
오리지널 브로드웨이 작품 은 메리 마틴과 시어도어 바이클이 주연을 맡았으며, 1959년 11월 16일 초연되었다. 그후 이 쇼는 수 많은 장르의 제작과 재연이 이루어졌다. 1965년에는 줄리 앤드류스와 크리스토퍼 플러머가 주연을 맡아 영화 뮤지컬로 개작되었고, 5개의 아카데미상을 수상했다. 사운드 오브 뮤직은 로저스와 해머스타인이 쓴 최후의 뮤지컬로, 해머스타인은 브로드웨이 초연 9개월 후에 암으로 사망했다.

## 역사
1956년 서독에서 제작된 영화 《트라프 가문》(The Trapp Family)과 속편 작품, 1958년 속편인 《미국의 독일 가문》(Die Trapp-Familie in Amerika)이 개봉하였다.(대한민국에서는 1958년 중앙극장에서 보리수, 보리수2로 개봉) 이 영화를 본 후 연출가 빈센트 J. 돈휴는 매리 마틴을 주연으로 하기에 적격한 작품이라고 생각하였고, 제작자인 릴랜드 헤이워드와 리처드 홀리데이(매리 마틴의 남편)은 동의했다. 트라프 가족이 부른 노래를 특색으로 다루고 린제이와 크라우스가 쓴 소설을 바탕으로 연극을 제작하는 것이 최초의 의도였다. 이후 로저스와 해머스타인이 만든 노래 한 두곡을 넣기로 결정했다가, 결국은 모두 새로운 노래로 하고 연극보다는 뮤지컬로 제작하기로 합의했다.
폰 트라프 가문 이야기는 뮤지컬로 제작되면서 각색되었다. 조지 루드위그 폰 트랩은 잘츠부르크 근교인, 아이젠에 있는 별장에 가족과 살았고, 마리아 폰 트라프는 한 아이의 가정교사로 일했다. 소설 작가인, 린제이와 크라우스는 마리아가 아이들 모두를 돌 본 것으로 바꾸었다. 아이들 이름과 나이도 바뀌였다. 폰 트라트 가족은 마리아랑 대령이 결혼하고 오스트리아에서 몇 년 살았고 독일 해군의 장교직을 하라는 제안을 받았다. 오스트리아가 독일에 합병된 후, 가족이 오스트리아를 이미 탈출 하였기에 대령은 나찌의 제안을 거절하고, 기차를 타고 이탈리아로 그리고 런던으로 결국 미국으로 갔다. 그러나 이야기를 좀 더 극적으로 각색하기 위해, 작가는 마리아와 대령의 결혼 직후 가족이 산을 타고 스위스로 탈출하는 내용으로 수정했다.

## 줄거리

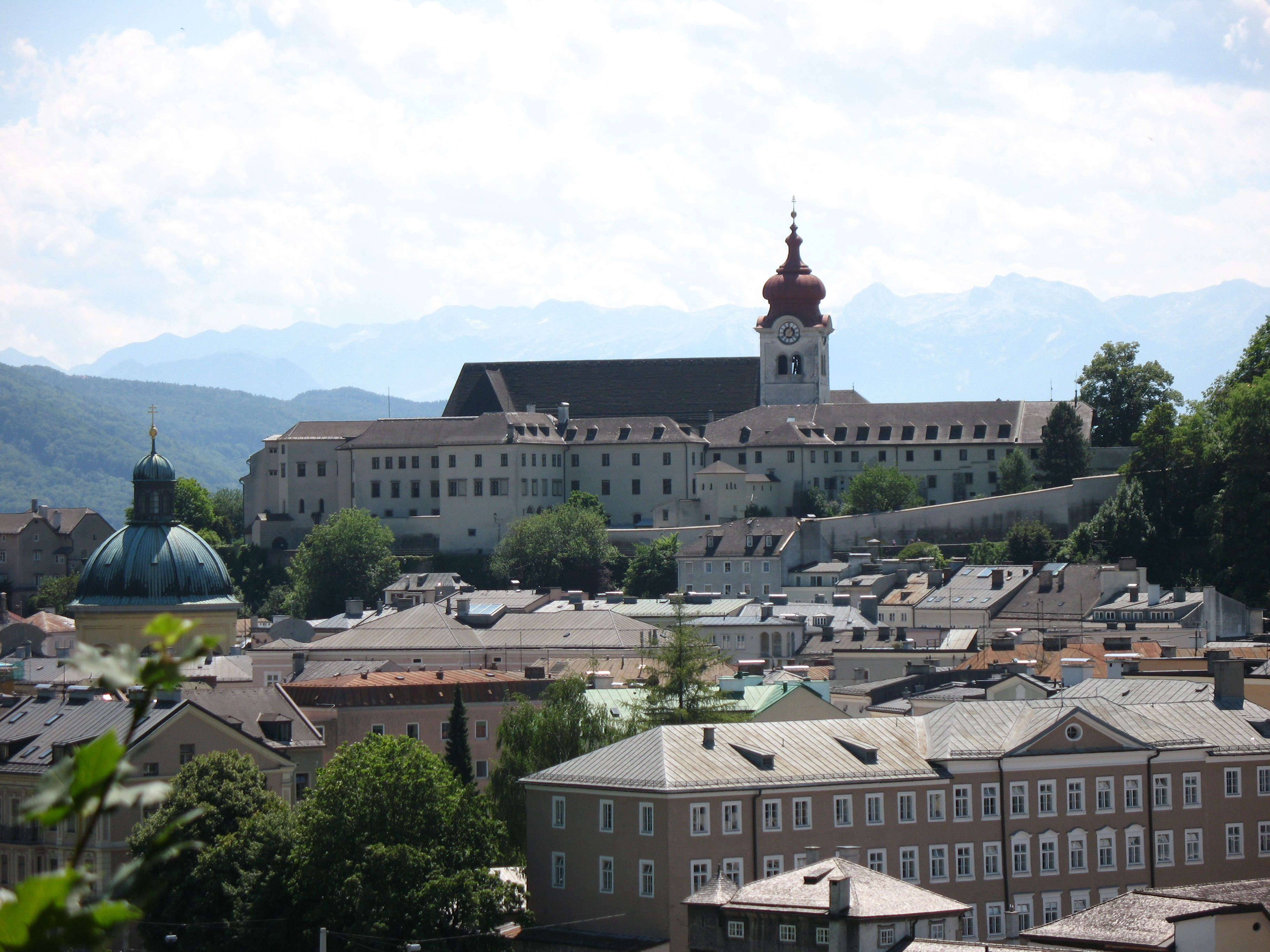
오스트리아 잘츠부르크에 있는 논베르그 수도원

### 1막
오스트리아의 잘츠부르크에서 제2차 세계대전 직전, 논베르그 수녀원의 수녀들이 찬송가를 부른다(Dixit Dominus, 라틴어로 주님께서 말씀하셨다). 마리아 라이너 수녀는 어린 시절을 보내온 아름다운 산(“The Sound of Music”)을 떠나기 안타까워하며 여전히 산을 즐기고 있다. 수녀원장과 다른 수녀들은 그녀(“마리아”)를 어떻게 해야 할지 고민한다. 마리아는 산에서 성장했다고 말하며 허락 없이 수녀원에서 노래 부른 것을 사과한다. 그러나 원장은 그녀와 함께 노래를 한다. (“내가 좋아하는 것들”, My Favorite Things) 수녀원장은 마리아가 수녀원 생활에 준비가 되어있는지 다시 생각해볼 시간을 준다며 수녀원 바깥 삶을 조금 보내보라고 권장한다. 오스트리아계 헝가리인 해군대령 게오르그 폰 트랩의 7 자녀의 가정교사가 될 것이라 말한다.
마리아는 대령집에 도착한다. 대령은 그녀에게 할 일을 일러주고 호루라기로 자식들을 부른다. 아이들은 유니폼을 입고 행진하며 등장한다. 대령은 마리아에게 호루라기 신호 사용법을 가르쳐주나 그녀는 군대식 접근을 드러내고 인정하지 않는다. 아이들과 혼자 남겨질 때, 마리아는 아이들에게 편하게 대하며 음악의 기본을 가르친다. (“Do-Re-Mi”)
젊은 집배원인 롤프는 전보를 전하고 나서 대령의 큰 딸, 리즐을 집밖에서 만난다. 그는 그녀보다 1살 더 많기에 그녀에게 적합한 남자임을 주장한다 (“Sixteen Going on Seventeen”). 이들은 키스를 하고, 롤프는 그녀에게 설렘을 남겨놓고 도망간다. 한편, 가정부인 프라우 슈미츠는 마치 불우한 사람에게 물건을 주듯, 마리아에게 새 옷을 만들 옷감을 준다. 마리아는 리즐이 창문을 통해 갑작스런 폭우에 흠뻑 젖은 채, 몰래 들어오는 것을 보지만 비밀을 지켜준다고 한다. 다른 아이들도 천둥소리에 놀란다. 마리아는 아이들에게 다른 생각을 하게하려고 “The Lonely Goatherd”를 부른다.
한달 후, 대령은 엘사 슈레이더와 맥스 뎃웨일러와 등장한다. 엘사는 대령이 그녀와 결혼하지 못하게 하는 뭔가가 있다고 맥스에게 말한다. 그는 불쌍한 사람만 엄청난 로맨스를 가질 시간을 갖는다고 말한다 (“How Can Love Survive”). 롤프는 리즐을 찾으며 등장하다 이들에게 인사를 한다 (“Heil”). 대령은 롤프에게 자신은 독일인이 아닌, 오스트리아인이라고 말하며 가라고 명령한다. 낡은 커텐으로 마리아가 만든 편의복을 입은 아이들이 마리아와 함께 개구지게 놀면서 들어온다. 화가 난 대령은 아이들에게 옷을 갈아입으라고 말한다. 마리아는 대령에게 아이들을 사랑해달라고 조언하지만, 대령은 화내며 그녀에게 수녀원으로 돌아가라 한다. 그녀가 사과할 때, 이들은 아이들이 마리아가 가르쳐준 “The Sound of Music”을 엘사 슈레이더를 환영하기 위해 부르는 것을 듣는다. 대령은 아이들과 함께 노래하며 끌어안는다. 그리고 마리아에게 다시 음악을 집에 가져다 준 것을 고마워하며, 머물러 달라고 부탁한다. 엘사는 마리아가 9월에 수녀원으로 돌아갈거라고 설명할 때까지 그녀를 의심한다.
대령은 엘사를 소개하기 위해 파티를 열고, 손님들은 (독일에 의한) 오스트리아의 합병에 대해 논쟁한다. 커트는 마리아에게 렌틀러 댄스법 (오스트리아 민속춤)을 가르쳐 달라고 부탁한다. 커트가 복잡한 동작을 소화하지 못하자, 대령은 직접 보여주겠다고 개입한다. 대령과 마리아는 얼굴이 가까이 닿을 때까지 춤을 추다가 그녀는 물러서며 혼란스러워한다. 엘사와 대령의 결혼을 논하다가, 브리지타는 마리아에게 대령과 마리아는 진심으로 서로 사랑하고 있다고 말한다. 엘사는 대령에게 아이들이 손님들에게 “So Long, Farewell”을 부르게 해달라고 부탁한다. 맥스는 아이들의 능력에 감동하며 자신이 준비하고 있는 잘츠부르크 축제에 초대하고 싶어한다. 손님은 식당으로 갈 때, 마리아는 짐을 챙겨 현관으로 몰래 빠져나간다.
수녀원에 돌아온, 마리아는 수도 서원(청빈, 동정, 순종)할 준비가 되어 있다고 말하지만 수녀원장은 그녀가 뭔가 숨기고 있다고 깨닫는다. 원장은 마리아에게 대령에게 당당히 대하라고 서로 사랑하는지 알아보라고 조언한다. 그리고 주님이 마리아에게 준비하신 삶이 무엇인지 찾아보라고 말한다.(Climb Ev’ry Mountain“)

### 2막
맥스는 아이들에게 무대 위에서 노래하는 법을 가르친다. 대령도 이들을 지도하려고 노력하나, 아이들은 오히려 마리아 선생님의 방식을 요구한다. 대령은 아이들에게 곧 엘사랑 결혼할거라고 말한다. 아이들은 “My Favorite Things”를 부르며 기분전환을 해보려 하지만, 마리아가 등장해서야 아이들은 행복해한다. 결혼 계획을 알게 된 그녀는 대령이 새 가정교사를 구할 때까지 있을 거라고 결심한다. 맥스와 엘사는 오스트리아 합병에 대해서 대령과 논쟁하며 합병은 피할 수 없다고 설득한다 (“No Way to Stop It”). 대령이 굽히지 않자 엘사는 약혼을 파기한다. 결국 대령과 마리아는 서로의 사랑을 인정하고 평범한 부부가 되길 바란다. (“An Ordinary Couple”). 이들이 결혼하자, 수녀들은 결혼행진때 "마리아“ 노래를 반복한다.
신혼여행 중, 맥스는 잘츠부르크 축제를 위해 아이들을 준비시킨다. 지역 나치당 지도자인, 헤르 젤러는 오스트리아가 독일에 합병되었는데, 왜 대령집은 나치독일기를 달지 않냐고 따진다. 축제 직전에 대령부부는 계획보다 일찍 돌아온다. 대령은 아이들이 축제때 노래하는 것을 허락지 않는다. 오스트리아를 위해서 괜찮지만, 이제는 오스트리아가 존재하지 않다며 지적한다. 마리아와 리즐은 로맨틱한 사랑을 논하는데, 마리아는 몇 년안에 리즐이 결혼하게 될 거라 예상한다 (“Sixteen Going on Seventeen (반복)”). 롤프가 전보(대령에게 해군 장교직을 강요하는)를 전하러 대령집에 왔는데, 대령은 롤프가 충성스러운 나치당원이 된 것을 보고 실망한다. 대령은 마리아와 대화하면서, 이들은 오스트리아로부터 몰래 빠져나가야 함을 결심한다. 독일 제독, 폰 슈라이버가 등장하며 왜 폰 트랩 대령은 전보에 답하지 않냐며 따진다. 독일 해군은 대령을 높이 존경하여 장교직을 제안했으니 명령에 응하겠다고 즉시 브레머하펜(Bremerhaven)에 보고하라고 말한다. 마리아는 가족이 축제에 참여해야 하기에, 대령이 즉시 떠날 수 있는 상황이 아니라고 말하자 기다려 주겠다고 동의한다.
축제에서, 폰 트랩 가족은 “Do-Re-Mi”를 정성스럽게 노래한다. 맥스는 대령의 기타를 가져오고, 대령은 “에델바이스”를 노래한다. 그 노래는 오스트리아의 국화인 에델바이스가 국가에만 충성을 선언하는 상징임을 표현한다. 맥스가 앙콜을 요청하면서, 대령이 곧 새 명령을 받기위해 떠나야 하기에, 이 공연은 이 가족의 마지막으로 함께 부를 수 있는 기회라고 설명한다. 심사위원들이 심사하는 동안, 폰 트랩 가족은 “So Long, Farewell”를 부르며, 작은 무리를 지어 무대를 빠져나간다. 맥스는 수상자를 발표할 때 최대한 시간을 벌고자 늦장 부린다. 1등은 폰 트랩 가족이라고 발표하고 가족이 무대에 나타나지 않자 나치는 수색에 나선다. 가족은 이미 수녀원에 피신한 상태이다. 나치는 가족을 찾지 못한다. 롤프가 찾긴 하지만 리즐을 보고는 아무도 없다고 보고한다. 마가레타 수녀는 이미 국경선은 닫혔다고 말한다. 가족이 도주하는 것을 돕고자, 수녀들은 몰래 나치차량이 시동이 걸리지 않게 방해작전을 펼친다. 폰 트랩 가족이 알프스 산을 넘어갈 때, 수녀들은 “Climb Ev’ry Mountain”를 부른다.

## 주요 곡
더 사운드 오브 뮤직 (The Sound of Music)
마리아가 첫 장면에서 자연의 아름다움을 노래할 때, 아이들이 남작부인을 환영할 때 부른 노래
마리아 (Maria)
마리아의 성격을 수녀들이 농담을 하며 묘사한다. 결혼식 장면에서도 노래한다.
내가 가장 좋아하는 것들 (My Favorite Thing)
번개를 무서워하는 아이들에게 "즐거운 생각을"을 떠올리게 하기 위해 마리아가 격려 장면에서 사용된다. 뮤지컬에서는 원장과 마리아도 노래하고 있다. 색소폰 연주자 존 콜트레인이 재즈 풍의 편곡을 하고 연주한 것으로, 재즈 스탠더드 넘버로도 알려지게 되었다.
도레미송 (Do-Re-Mi)
영화에서는 마리아가 아이들에게 노래를 가르 칠 때 노래. 뮤지컬에서는 마리아가 아이들을 소개할 때 불린다.
외로운 염소치기 (Lonely Goatherd)
아이들이 인형극을 할 때 불렀던 노래. 뮤지컬에서는 천둥을 무서워하는 아이들을 격려 장면에서 불린다.
안녕, 안녕히 (So Long, Farewell)
파티에서 아이들이 참석한 어른들에게 취침 인사를 하며 부르는 노래이다. 콘테스트 장면에서도 퇴장하면서 불린다.
모든 산에 올라 (Climb Ev'ry Mountain)
마리아를 원장수녀가 격려하며 부르는 노래
에델바이스 (Edelweiss)
극 중에서는 오스트리아 애국가 또는 국민 가요처럼 취급되고 있지만, 로저스와 해머 스타인 2세의 창작곡으로 병상의 해머 스타 2세가 마지막에 추가한 유작이라고 불린다. 에델바이스의 작은 흰 꽃이 가진 위대한 생명력을 찬송하고, 조국을 지켜 보기를 바라는 노래이다. 인형극 이후 대령의 노래를 듣고 싶어하는 아이들에게, 그리고 콩쿠르에서도 불린다.

## 같이 보기
- 사운드 오브 뮤직 (영화)
- 알프스의 메아리 (애니메이션)